# Alex Phillips
Alex Phillips, nome completo Alexandra Louise Rosenfield Phillips (Liverpool, 9 luglio 1985), è una politica britannica.

## Biografia
Laureata in filologia francese, ha studiato all'University of London Institut in Paris. Ha anche completato studi post laurea in insegnamento, ha ottenuto un diploma PGCE presso l'Institut of Education. Ha lavorato come insegnante di francese e tedesco al liceo.
È stata membro del Partito Laburista, si è poi unita al Partito Verde di Inghilterra e Galles. Nel periodo 2007-2008 ha lavorato per l'eurodeputata Caroline Lucas a Bruxelles. Eletto consigliere distrettuale di Brighton & Hove dal 2009, viene nominata vice sindaco e nel 2019 sindaco di questa autorità unitaria.
Nella elezioni europee dello stesso anno, è stata eletta nella IX legislatura del Parlamento europeo. Nella stessa elezione e nella stessa circoscrizione, è  stata presente anche Alexandra Phillips del Partito della Brexit.